# Pheme (Forschungsprojekt)
Pheme ist ein 36-monatiges von der EU gefördertes Forschungsprojekt, bei dem es um die Analyse der Vertrauenswürdigkeit von Internetinformationen geht. Die Bezeichnung Pheme ist ein Neologismus; sie bezieht sich auf Meme, zu deren Merkmalen auch der Wahrheitsgehalt gehört. Außerdem spielt der Name auf die antike Göttin des Ruhmes und des Gerüchts an, die auf Griechisch Pheme und auf Lateinisch Fama heißt.

## Hintergrund und Ziele
Das Projekt begann am 1. Januar 2014. Die Gesamtkosten belaufen sich auf 4.269.938 EUR, die EU-Förderung aus dem 7. Forschungsrahmenprogramm auf 2.916.000 EUR.
Pheme sind "Gerücht-Meme", wie sie in sozialen Medien häufig vorkommen. Dabei kann es sich um gezielte Falschmeldungen handeln, aber auch einfach um Missverständnisse. Wenn sie sich erst einmal über Dienste wie Twitter oder Facebook verbreitet haben, kann es sehr schwierig sein, ihren Wahrheitsgehalt zu ermitteln. Bis jetzt ist dies nur in ressourcenintensiven manuellen Verfahren möglich.
Zu den drei typischen Herausforderungen von Big Data – Datenmenge, Datenvielfalt, Geschwindigkeit – kommt bei sozialen Medien zusätzlich eine vierte hinzu, nämlich die Feststellung des Wahrheitsgehalts. Ziel des Pheme-Projekts ist es, Content in Echtzeit zu analysieren und die Korrektheit der enthaltenen Informationen zu beurteilen. Wenn sich Informationen durch ein soziales Netzwerk verbreiten, entscheidet jeder Einzelne, ob er sie weitergeben möchte oder nicht; dabei spielt auch die persönliche Einschätzung der Richtigkeit eine Rolle. Pheme analysiert die verwendete Sprache, die Verbreitung von Informationen durch ein Netzwerk sowie den räumlichen und zeitlichen Kontext der Informationen, um einen Echtzeit-Lügendetektor für soziale Medien zu entwickeln. Davon können beispielsweise Rettungsdienste und Katastrophenschutz profitieren: Wenn sie soziale Medien für ihre Schnellwarn- und Reaktionssysteme nutzen, kann ihnen Pheme helfen, einen potenziellen Fehlalarm zu erkennen. Die Projektergebnisse werden unmittelbar auf medizinische Informationssysteme und digitalen Journalismus anwendbar sein. Zudem sollen viele der zugehörigen Algorithmen als Open Source veröffentlicht werden.

## Methode
Bei dem interdisziplinären Projekt arbeiten Wissenschaftler aus verschiedenen Bereichen zusammen: Sprachtechnologien, Web Science, Analyse sozialer Netzwerke und Informations-Visualisierung. Sie beschäftigen sich mit vier Arten von Gerüchten: Spekulationen, Kontroversen, Missinformationen und Desinformationen. Um die Vertrauenswürdigkeit einer Information zu beurteilen, analysieren sie zunächst die sprachlichen (semantischen und syntaktischen) Merkmale des betreffenden Textes; im nächsten Schritt erfolgt ein Abgleich mit anderen, als besonders vertrauenswürdig eingestuften Quellen; und schließlich werden die Verbreitungswege im Internet untersucht. Die Ergebnisse werden mithilfe eines Dashboards visualisiert, das in Zusammenarbeit mit dem Medienanalyse-Unternehmen webLyzard erstellt wird. In Ergänzung zu den automatisierten Algorithmen wird auch ein manuell analysierter Datensatz herangezogen.
Wichtig ist bei dem Projekt unter anderem die automatische Beurteilung der Zuverlässigkeit von Quellen. Beispielsweise würde einem Nachrichtentweet der BBC mehr Gewicht zukommen als einem Tweet aus einer unbekannten Quelle. Das System soll zudem sowohl computergenerierten Spam als auch auf Fehlinformationen spezialisierte Nutzer identifizieren.
Es werden zwei Fallstudien durchgeführt: Die eine untersucht Informationen aus dem Gesundheitsbereich, wo Falschmeldungen besonders viel Schaden anrichten können; der Schwerpunkt der anderen sind von Journalisten genutzte Informationen. Bei der medizinischen Fallstudie geht es unter anderem um die sogenannte rumour intelligence, also die Informationsbeschaffung aus Gerüchten wie beispielsweise einer sich verbreitenden Nachricht vom Ausbruch der Schweinegrippe. Die journalistische Fallstudie hat die Glaubwürdigkeit nutzergenerierter Inhalte zum Gegenstand.

## Partner
Das Projekt wird in Partnerschaft zwischen mehreren Hochschulen und Unternehmen durchgeführt. Die beteiligten Hochschulen sind die Universität Sheffield (wo auch die von Pheme genutzte Textanalyse-Plattform GATE entwickelt wurde), die Universität Warwick und King’s College London in Großbritannien, die Universität des Saarlandes in Deutschland sowie die Modul University Vienna in Österreich. Außerdem wirken vier Unternehmen mit: Atos (Madrid, Spanien), iHub (Nairobi, Kenia), Ontotext (Sofia, Bulgarien) und swissinfo (Bern, Schweiz).